# آثار باستانی تبریز
شهر تبریز بر دامنهٔ کوه سرخاب واقع گشته که به‌قولی نامش (توریس یا تاوریس) برگرفته از نام این کوه سرخ‌فام بوده‌است. این شهر به‌دلیل شرایط خاص جغرافیایی و طبیعی از اهمیت بالای اقتصادی و سیاسی برخوردار است و پیدایش تمدن‌های باستانی نظیر سان‌ها و مادها در دوره‌های پیش از تاریخ گواهی این ادعا است.  در کاوش‌های باستان‌شناسی در محوطهٔ مسجد کبود وجود تمدن و فرهنگ بیش از ۴٬۵۰۰ ساله را در این شهر به اثبات رسانده و در صورت کشف محل دژ (تاروئی تارماکیس) در محدودهٔ فعلی شهر تبریز بر اهمیت خراکتور آن افزوده خواهد شد. براساس نوشته‌های مورخان و جهان‌گردان در سده‌های بعد از اسلام، تبریز نه تنها از شهرهای مهم و معتبر آذربایجان، بلکه از شهرهای مهم کشور نیز بوده‌است. عبور جاده ابریشم از نزدیکی آن موجب شکوفایی اقتصادی و فرهنگی گردیده و ارتباطات سیاسی، اقتصادی و فرهنگی موجبات تغییر و تحول فرهنگ، تمدن و آداب و رسوم مردم این سرزمین گردیده و مقدمات ایجاد بسیاری از علوم، مکاتب، موسسات و نهادهای مدنی برای اولین‌بار در کشور را به ارمغان آورده‌است و نام شهر تبریز را به‌عنوان «شهر اولین‌ها» در کشور بلند کرده‌است. اولین مدرسه، اولین کتابخانه، اولین بیمارستان، اولین نشریه، اولین تئاتر، اولین بلدیه و… در این شهر بوده‌است. بناهای تاریخی تبریز به ساختمان‌ها و سازه‌هایی در شهر تبریز گفته می‌شود که در طول تاریخ طولانی تا دوران معاصر این شهر به دست حاکمان و مردم این شهر بنا شده‌است. شمار زیادی از قدیمی‌ترین بناهای این شهر در طول سال‌های حکومت ایلخانیان ساخته شدند.

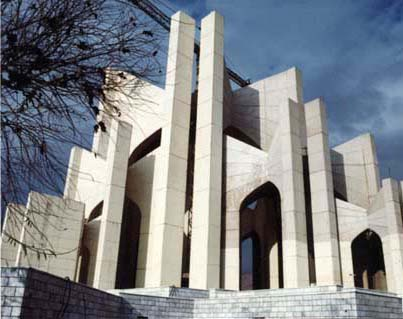
مقبرةالشعرای تبریز

آثار باستانی و تاریخی متعدد نظیر بناهای زیر در تبریز قرار گفته‌اند.
- ارگ تبریز
- ربع رشیدی
- برج آتش‌نشانی
- بازار تبریز
- کاخ شهرداری تبریز
- ایل‌گلی (شاه گلی)
- موزه مشروطیت
- موزه آذربایجان
- موزه سنجش
- مساجد تبریز
- مقبرةالشعرا
- بقعه عون بن علی
- آبشار مصنوعی ال گولی
- مسجد کبود

## شاه گلی

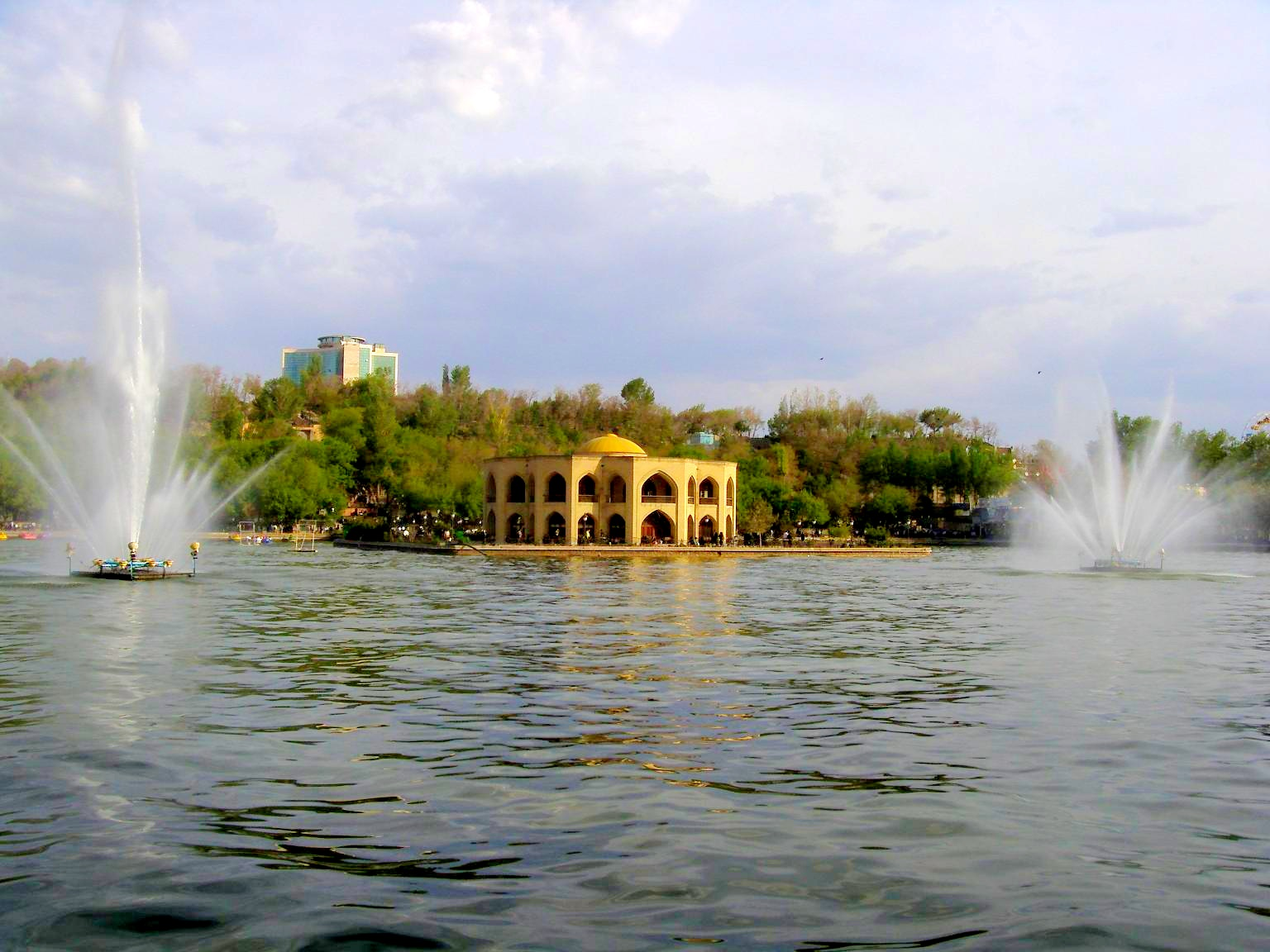
شاه گلی.

این تفرجگاه از بناهای تاریخی شهر تبریز بوده و در ۷ کیلومتری این شهر واقع گردیده‌است. «قهرمان میرزا» پسر هفتم عباس میرزا در دوران حکمرانی خود در تبریز آن را تملک کرده و عمارت دوطبقه‌ای در وسط استخر ایجاد نمود؛ سپس تپه‌ها و مزارع اطراف آن را به مجموعهٔ فوق ملحق ساخته و مجموعه‌ای از جوی‌ها و آبشارها مهیا ساخت که در نوع خود بسیار زیبا بود. ولی با درگذشت وی فرزندانش به تصور بدیمن‌بودن بنای فوق آن را رها کردند. از آن تاریخ تا سال ۱۳۰۹ خورشیدی که شهرداری تبریز اقدام به تعمیر و تبدیل آن به‌عنوان گردشگاه عمومی کرد، به‌صورت استخر ذخیرهٔ آب مزارع و فضای سبز شهر درآمده‌بود. رطوبت ناشی از نفوذ آب به پایه‌های بنای وسط استخر، شهرداری را مجبور ساخت که چندین‌بار آن را بازسازی نماید.
شاه = بزرگ، گل = دریاچه، شاه گلی = دریاچه بزرگ

## باغ دوکمال
باغ دو کمال در محلهٔ بیلانکوه (ولیانکی) و در محدودهٔ خیابان آبرسانی تبریز واقع گردیده‌است. علت نامگذاری این مکان به باغ دوکمال وجود آرامگاه دوتن از مشاهیر ایرانی یعنی کمال‌الدین بهزاد -نقاش- و «کمال‌الدین مسعود خجندی» -شاعر- می‌باشد.

## باغ صاحب‌دیوان

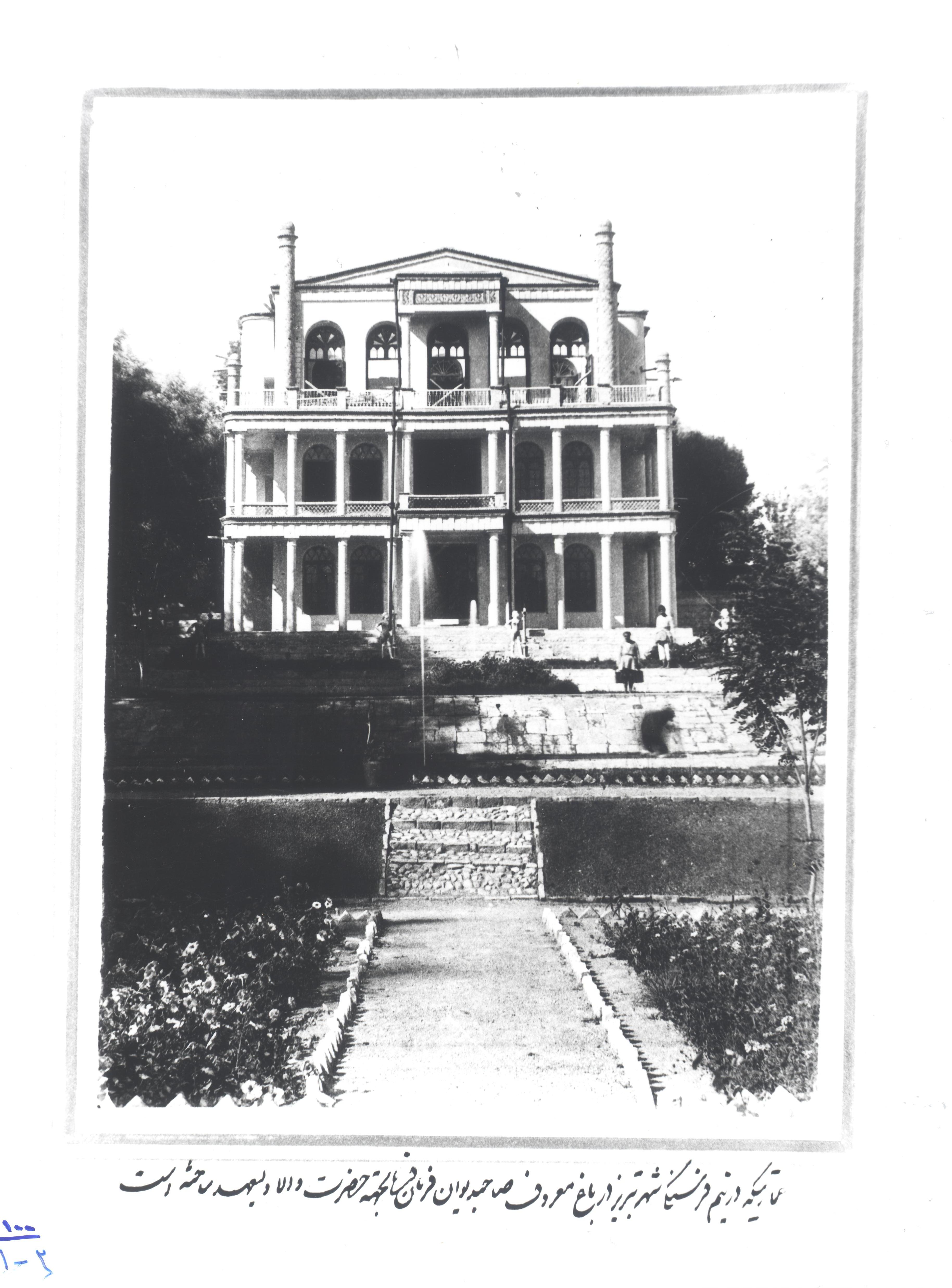
باغ صاحبدیوان در عهد قاجار

میرزا فتحعلی‌خان پسر حاجی میرزا علی‌اکبر قوام‌الملک و نوهٔ اعتمادالدوله صدراعظم آقامحمدخان در مدتی که پیشکاری ولی‌عهد را در تبریز داشت به ایجاد بناهای قابل توجهی اقدام نمود که از جملهٔ آن‌ها ایجاد باغی معروف به «باغ صاحب‌دیوان» در دروازهٔ ورودی شهر تبریز از جانب مشرق بود. وی ساختمانی زیبا در وسط این باغ احداث نمود که بعدها رو به ویرانی نهاد و امروزه زندان مرکزی تبریز در همان باغ قرار دارد. از دیگر اقدامات وی اقدام به جمع‌آوری وجوه و هدایای مردم تبریز برای بستن سد دوطرف مهران‌رود بود که تبریز را برای همیشه از خطر سیل رهانید. ایجاد سرای‌ها و بازارچه‌های قیصریه نیز از دیگر اقدامات عمرانی وی محسوب می‌شود.

## خانه مشروطیت

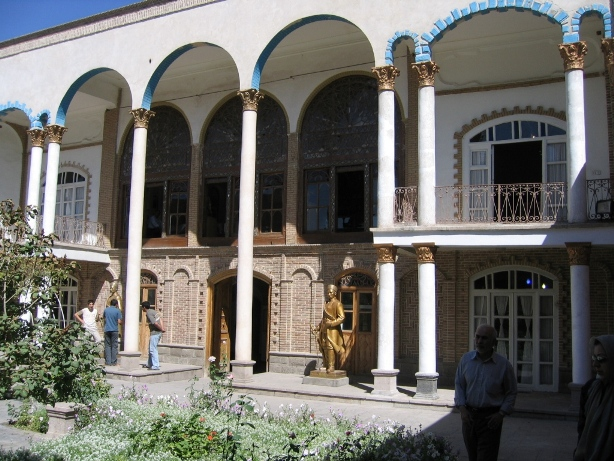
خانهٔ مشروطیت.

«حاج مهدی کوزه‌کنانی» از متمولین شهر تبریز که طرف‌دار جنبش آزادی‌خواهی و مشروطه‌طلبی بود، این بنای زیبا را جهت تجمع و تشکیل جلسات سران و رهبران مشروطه ایجاد کرد. خانهٔ مشروطیت در سال ۱۲۴۷ هجری توسط یکی از معماران بنام آن روز شهر تبریز -حاج‌ولی معمار- ساخته شد و نمونه‌ای از شیوهٔ معماری رایج در دورهٔ قاجاریه می‌باشد. این بنا در حال حاضر بازسازی شده و تحت عنوان «موزهٔ مشروطیت» مورد استفادهٔ علاقه‌مندان و پژوهشگران قرار گرفته‌است. خانهٔ مشروطیت هم‌اکنون در محلهٔ راسته‌کوچهٔ تبریز (خیابان مطهری) واقع شده‌است.

## ربع رشیدی
این بنا را «خواجه رشیدالدین فضل‌الله همدانی» -وزیر «سلطان محمد غازان» - بنیاد نهاد. محل تأسیس آن دامنهٔ کوه‌های سرخاب و در منطقهٔ باغمیشهٔ تبریز بوده‌است. بنا به اظهار خود رشیدالدین در این شهرک زیبای علمی ۲۴ کاروانسرا، ۱٬۵۰۰ مغازه، ۳۰٬۰۰۰ خانهٔ مسکونی به‌همراه حمام، کارخانه، ضرابخانه، اماکن آموزشی، درمانی و … ایجاد کرده‌است و از دورترین کشورهای جهان طالبان علم و دانش و فن به آن‌جا نقل مکان کرده و به تعلیم و تعلم و کسب تجربه و مهارت‌های شغلی می‌پرداخته‌اند. فقط در بخش آموزشی و درمانی این مجموعهٔ علمی بیش از ۵۰ پزشک از کشورهای هند، مصر و چین عهده‌دار خدمت بوده‌اند. در سال ۷۱۸ هجری خواجه رشیدالدین فضل‌الله همدانی با دسیسهٔ رقیبش تاج‌الدین علی‌شاه و در دورهٔ حکومت «سلطان ابوسعید» به قتل رسید و به‌دنبال آن این مجتمع دانشگاهی باارزش که در آن دوره از بزرگترین مراکز آموزشی جهان محسوب می‌شد، غارت و با خاک یکسان گردید.

## شمس‌العماره

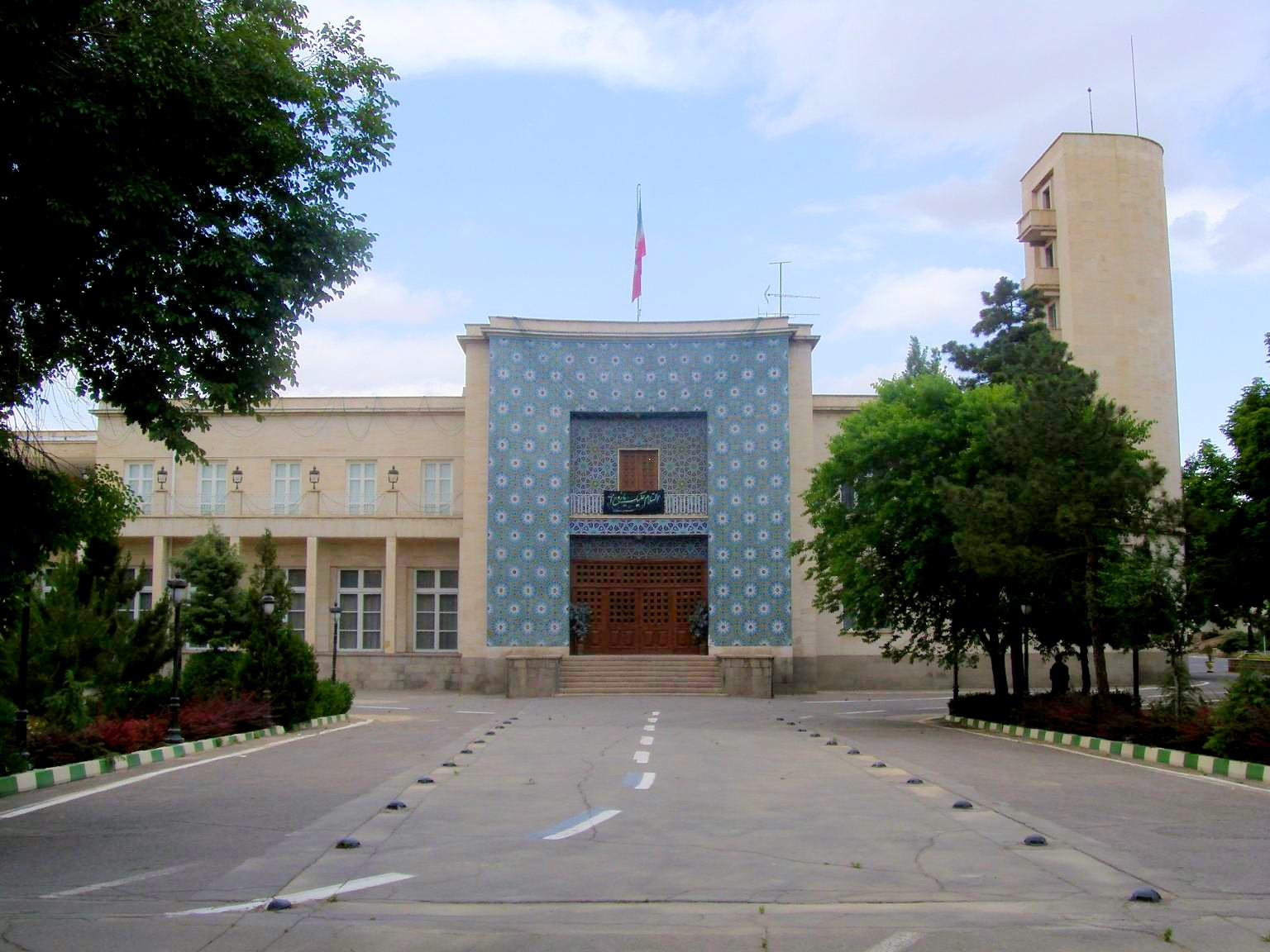
کاخ استانداری آذربایجان شرقی.

این بنا که در محل فعلی کاخ استانداری آذربایجان شرقی قرار داشته‌است، ساختمان چهارطبقه‌ای بوده که دارای عمارت کلاه‌فرنگی نیز بوده‌است و بنای آن را به «نجف‌قلی خان» پسر «مرتضی‌قلی خان» نسبت داده می‌شود. ابتدا این بنا را «درب اعلی» نامیده‌اند و در زمان عباس میرزا که به محل حکمرانی ولی‌عهد تبدیل شد به «عالی قاپو» موسوم گردید. در دوران ولی‌عهدی ناصرالدین شاه به «شمس العماره» تغییر نام داد و نهایتاً در دورهٔ مظفرالدین شاه با تعمیر کلی بنا، عمارت حرم‌خانه را نیز بر آن افزودند. پس از انقلاب مشروطیت و فروپاشی سلسلهٔ قاجار به محل استقرار والی آذربایجان تبدیل شد. در سال ۱۳۱۲ خورشیدی این بنا آتش گرفت و بسیاری از بخش‌های مربوط به دورهٔ زندیه وقاجاریه از بین رفتند.

## عمارت شهرداری

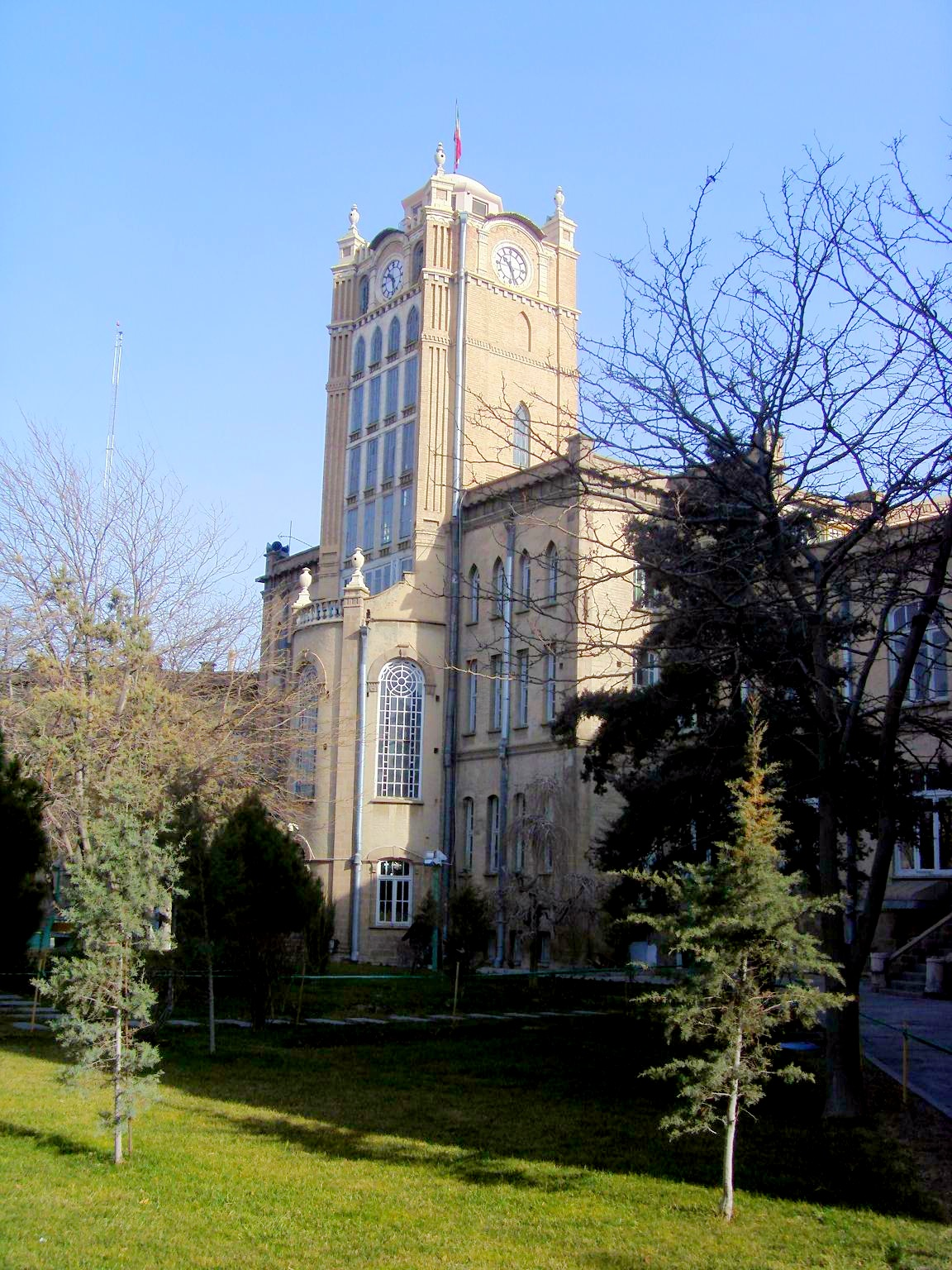
کاخ شهرداری تبریز.

این کاخ که طرح آن برگرفته از شیوهٔ معماری آلمانی می‌باشد، به‌شکل عقاب بال گشاده ساخته شده‌است. محلی که این بنا در آن ساخته شده قبلاً «گورستان نوبر» بوده که با هموارسازی آن، کاخ شهرداری را در آن‌جا ایجاد کرده‌اند. این هموارسازی‌ها از سال ۱۳۱۴ خورشیدی آغاز و بعد از ۵ سال و در سال ۱۳۱۸ خورشیدی به‌پایان رسید. «ارفع‌الملک جلیلی» شهردار پرتلاش تبریز در ایجاد و اتمام آن کوشش بسیار نموده‌است. این بنا دارای یک برج به ارتفاع حدود ۵٫۳ متر و ساعت چهارصفحه‌ای می‌باشد که در مرکز شهر واقع شده و به‌عنوان یکی از نمادهای اصلی شهر تبریز محسوب می‌گردد.